# Спасский (Орловская область)
Спа́сский — посёлок в Дмитровском районе Орловской области. Входит в состав Берёзовского сельского поселения.

## География
Расположен в 18 км к югу от Дмитровска и в 2,3 км от границы с Курской областью на северной окраине лесного урочища Воскресная Дача. Высота над уровнем моря — 227 м.

## История
В 1926 году в посёлке было 18 дворов, проживало 111 человек (54 мужского пола и 57 женского). В то время Спасский входил в состав Осмонского сельсовета Круглинской волости Дмитровского уезда Орловской губернии. С 1928 года в составе Дмитровского района. В 1937 году в посёлке было 19 дворов. 
Во время Великой Отечественной войны, с октября 1941 года по август 1943 года, находился в зоне немецко-фашистской оккупации (территория Локотского самоуправления). Освобождён 41-й стрелковой дивизией 63-й армии. Останки солдат, погибших в боях за освобождение Спасского, после войны были перезахоронены в братской могиле села Осмонь. 
С упразднением Осмонского сельсовета в 1954 году посёлок был передан в Малобобровский сельсовет, а затем (после 1975 года) — в Берёзовский сельсовет.

## Население
| 1926 | 1979 | 2002 | 2010 |
| ---- | ---- | ---- | ---- |
| 111  | ↘15  | ↘2   | ↘1   |